# Tenisové sezóny Rogera Federera 1998 a 1999
Tenisové sezóny Rogera Federera 1998 a 1999 stály na počátku profesionální kariéry švýcarského tenisty. V roce 1998, kdy se ještě pohyboval na juniorském okruhu, byl vyhlášen juniorským mistrem světa. Titul z wimbledonské juniorky mu zajistil start na premiérovém turnaji okruhu ATP Tour ve Gstaadu, kde se v červenci 1998 stal profesionálem.
V sezóně 1999 obdržel na nejvyšším okruhu osm divokých karet, včetně French Open, kde odehrál svou první grandslamovou dvouhru mezi muži. Během roku se propracoval do elitní světové stovky žebříčku ATP. Poprvé také porazil hráče z Top 10, když na marseillském turnaji zdolal pátého tenistu žebříčku Carlose Moyu, který se o měsíc později stal světovou jedničkou.
Na počátku roku 1998 vstupoval do mužského tenisu z pozice 704. hráče klasifikace. Po dvou odehraných sezónách pronikl na 64. místo, na němž figuroval v prosinci 1999. Elitní stovku pak v průběhu celé své kariéry – respektive k roku 2014, již neopustil.

## 1998
Související informace naleznete v článku Juniorská sezóna Rogera Federera 1998
Tenisová sezóna Rogera Federera 1998 znamenala pro švýcarského tenistu vstup do profesionálního tenisu a první účast na turnaji okruhu ATP Tour, když na počátku července v úvodním kole gstaadského turnaje podlehl Argentinci Lucasi Arnoldu Kerovi. Během celého roku odehrál jen tři události nejvyšší mužské úrovně. Většinu času strávil stále na juniorském okruhu a nižších úrovních seniorského tenisu – ženevském challengeru, satelitech a turnajích Futures.
Ve světové klasifikaci se posunul o více než čtyři sta míst, když mu v konečném hodnocení patřila 301. příčka.

### Přehled sezóny

#### Swiss Open
Debutovou a neúplnou sezónu na okruhu ATP Tour odstartoval švýcarským turnajem Swiss Open, jenž probíhal od 6. července. Účast na turnaji v podobě divoké karty mu zajistil titul na juniorce Wimbledonu, odkud odletěl přímo do Gstaadu. Profesionální kariéru tak zahájil jako 702. tenista žebříčku. V prvním kole narazil na 88. hráče muže světové klasifikace Lucase Arnolda Kera z Argentiny. V premiérovém utkání, ve kterém zaznamenal jedno eso, tři dvojchyby a využil jediný break z pěti nabízených, prohrál za osmdesát minut poměrem 4–6 a 4–6. Z turnaje si tak připsal jeden bod a prémii 5 250 dolarů.

#### Grand Prix de Tennis de Toulouse
Druhým turnajem se pro Švýcara stal na konci září Grand Prix de Tennis de Toulouse hraný v hale, kde po třech vítězných zápasech v kvalifikaci zaznamenal první výhru v hlavní soutěži. V úvodním kole porazil z pozice 878. tenisty světa francouzského 45. muže žebříčku Guillauma Raouxe 6–2 a 6–2. V duelu trvajícím přesně jednu hodinu, zahrál osm es, nedopustil se žádné dvojchyby, po prvním servisu vyhrál 81 % a po druhém 78 % míčů. Během hry neztratil podání, když jedinou soupeřovu šanci na jeho prolomení, zachránil. Sám naopak využil čtyři z osmi breakových příležitostí.
Ve druhé fázi si poradil se světovou třiačtyřicítkou Richardem Frombergem z Austrálie po jednoznačném nástupu. V první sadě protivníkovi dovolil uhrát jeden game. Zápas dovedl do vítězného konce zvládnutým tiebreakem a po výsledku 6–1 a 7–6 postoupil do čtvrtfinále. V něm nenašel recept na nizozemského 20. hráče klasifikace Jana Siemerinka, který získal toulouský titul. V utkání trvajícím sedmdesát devět minut vyrobil šest dvojchyb na tři esa a využil pouze jediný break z nabízených pěti oproti Siemirenkovým třem prolomeným servisům. Po výsledku 6–7 a 2–6 se s turnajem rozloučil ziskem 59 bodů a prémie 10 800 dolarů.   

#### Swiss Indoors
Poslední třetí turnaj roku odehrál počátkem října na halovém Davidoff Swiss Indoors v rodné Basileji. Díky divoké kartě od pořadatelů se poprvé střetl s hráčem elitní světové desítky, když na něj v úvodní fázi čekal Andre Agassi. Americké světové osmičce stačila hodina na hladký postup po dvousetovém průběhu 6–3 a 6–2. Oba aktéři zahráli čtyři esa a Federer o jednu dvojchybu více, když chyboval dvakrát. Agassi si připsal 60 % všech míčů a využil čtyři z osmi nabízených breakbolů. Naproti tomu Švýcar, jemuž patřila 396. příčka, dokázal prolomit podání jen jednou, když druhou příležitost neproměnil.
Na okruhu ATP Tour v basilejské hale debutoval jako 979. tenista deblového žebříčku v soutěži čtyřhry. Do turnaje nastoupil po boku krajana Iva Heubergera. V prvním kole je však vyřadila favorizovaná rusko-česká dvojice Jevgenij Kafelnikov a Daniel Vacek poměrem 5–7 a 2–6. Do klasifikace si tak, stejně jako ve dvouhře, připsal jediný bod.
Sezónu zakončil na 301. místě žebříčku dvouhry.

### Přehled utkání: 1998

#### Dvouhra: 5 (2–3)
| utkání                                                                      | turnaj                 | stát      | datum     | kat. | místo | povrch | fáze      | soupeř           | stav   | výsledek      |
| 1.                                                                          | Swiss Open Gstaad      | Švýcarsko | 7/6/1998  | 250  | venku | antuka | 32 v kole | Lucas Arnold Ker | prohra | 4–6, 4–6      |
| –                                                                           | Grand Prix de Toulouse | Francie   | 9/26/1998 | 250  | hala  | tvrdý  | 32 kval.  | Marcello Wowk    | výhra  | 7–6, 6–2      |
| –                                                                           | Grand Prix de Toulouse | Francie   | 9/26/1998 | 250  | hala  | tvrdý  | 16 kval.  | Alex Radulescu   | výhra  | 7–6, 7–6      |
| –                                                                           | Grand Prix de Toulouse | Francie   | 9/26/1998 | 250  | hala  | tvrdý  | kval.     | Olivier Delaitre | výhra  | 6–4, 6–4      |
| 2.                                                                          | Grand Prix de Toulouse | Francie   | 9/26/1998 | 250  | hala  | tvrdý  | 32 v kole | Guillaume Raoux  | výhra  | 6–2, 6–2      |
| 3.                                                                          | Grand Prix de Toulouse | Francie   | 9/28/1998 | 250  | hala  | tvrdý  | 16 v kole | Richard Fromberg | výhra  | 6–1, 7–6(7–5) |
| 4.                                                                          | Grand Prix de Toulouse | Francie   | 9/28/1998 | 250  | hala  | tvrdý  | QF        | Jan Siemerink    | prohra | 6–7(5–7), 2–6 |
| 5.                                                                          | Swiss Indoors Basel    | Švýcarsko | 10/5/1998 | 250  | hala  | tvrdý  | 32 v kole | Andre Agassi     | prohra | 3–6, 2–6      |
| kval. – kvalifikace, QF – čtvrtfinále kategorie: 250 – International Series |                        |           |           |      |       |        |           |                  |        |               |

### Finanční odměny: 1998
| Soutěž  | turnaj                 | finanční odměna |
| ------- | ---------------------- | --------------- |
| Dvouhra | Swiss Open Gstaad      | $5 250          |
| Dvouhra | Geneva Challenger      | $520            |
| Dvouhra | Grand Prix de Toulouse | $10 800         |
| Dvouhra | Davidoff Swiss Indoors | $9 800          |
| Čtyřhra | Geneva Challenger      | $185            |
| Čtyřhra | Davidoff Swiss Indoors | $750            |
| Další   | další turnaje          | $690            |
| Přehled | výdělek v sezóně       | $27 995         |
| Přehled | výdělek v kariéře      | $27 995         |

## 1999
Tenisová sezóna Rogera Federera 1999 byla první úplná a plnohodnotná sezóna švýcarského tenisty na okruhu ATP Tour. Rozehrál ji lednovou kvalifikací Australian Open a završil, po říjnové prohře ve druhém kole Grand Prix de Toulouse, listopadovou kvalifikací na Stockholm Open. Nejdále se probojoval do semifinále vídeňského turnaje CA-TennisTrophy, kde jej vyřadil pozdější britský vítěz Greg Rusedski.
Vůbec první účast v hlavní soutěži seniorského Grand Slamu v kariéře zaznamenal na antukovém French Open. V prvním kole nestačil na australského hráče Patricka Raftera ve čtyřech setech. Ve Wimbledonu jej ve stejné fázi po pětisetové bitvě zastavil Čech Jiří Novák a na US Open nepostoupil z kvalifikace. Deblovou premiérou na turnajích velké čtyřky se stala wimbledonská čtyřhra, kde v páru s Australanem Lleytonem Hewittem došli do osmifinále. V něm nestačili na favorizovaný pár Björkman a Rafter po vyrovnaném průběhu v pěti sadách.
Ve švýcarském daviscupovém týmu debutoval 2. dubna neuchâtelským utkáním 1. kola Světové skupiny proti Itálii. V úvodní dvouhře zdolal Davida Sanguinettiho a za rozhodnutého stavu ve prospěch tenistů helvetského kříže, pak v posledním zápasu podlehl Gianlucovi Pozzimu.
Poprvé v kariéře pronikl 20. září do elitní světové stovky žebříčku ATP, když mu patřilo 95. místo. Po čtrnácti dnech ji naposledy v celé své aktivní kariéře na jeden týden opustil. Nejvýše klasifikován byl po titulu na brestském challengeru, když 1. listopadu figuroval na 57. pozici. Sezónu zakončil na 64. příčce, což znamenalo meziroční vzestup o více než 230 míst.

### Přehled sezóny

#### Zimní sezóna na tvrdém povrchu
Přestože mohl sedmnáctiletý Federer celou sezónu startovat stále mezi juniory, rozhodl se účastnit pouze turnajů dospělých.
První kvalifikaci Grand Slamu v kariéře odehrál na melbournském Australian Open, kde v úvodním kole nestačil na Francouze Oliviera Delaitreho ve dvou setech 4–6 a 4–6.
Po návratu do kontinentální Evropy obdržel počátkem února divokou kartu na marseillský Open 13, kam přijížděl jako 249. tenista celkového pořadí. V úvodním kole se postaral o největší překvapení turnaje, když vyřadil nejvýše nasazeného Španěla a světovou pětku Carlose Moyu po necelých dvou hodinách poměrem 7–6, 3–6 a 6–3. Získal tak první vítězství nad hráčem elitní desítky. Moyà byl úřadující šampión z Roland Garros a měsíc po prohře se stal světovou jedničkou. Přestože Švýcar zahrál deset dvojchyb oproti dvěma soupeřovým a pouze dvě esa na úkor devíti Španěla, dokázal vyrovnané utkání získat ve svůj prospěch. Oba aktéři si třikrát sebrali servis. Ve druhém kole si nejtěsnějším rozdílem, po třech odehraných tiebreacích, připsal výhru nad Francouzem Jeromem Golmardem, aby ve třetí fázi skončil na raketě dalšího francouzského tenisty z druhé světové stovky Arnauda Clémenta. Dne 22. února mu patřilo 129. místo žebříčku. Po necelých dvou měsících sezóny tak splnil jeden ze svých cílů, být umístěn v první dvoustovce.
Po výhře nad Martinem Dammem prošel do hlavní soutěže halového ABN AMRO World Tennis Tournament v Rotterdamu. Ve druhém kole si poradil s 30. hráčem žebříčku Bohdanem Ulihrachem 6–4, 7–5 a poprvé se probojoval do čtvrtfinále turnaje ATP Tour. V něm však narazil na světovou dvojku Jevgenije Kafelnikova z Ruska, kterému, i přes zisk druhé sady, podlehl.
Na březnovém Lipton Championships ve floridském Key Biscayne debutoval v sérii Masters, tehdy nesoucí název „Mercedes-Benz Super 9“. V roli 125. muže klasifikace prohrál v úvodním kole s Dánem Kennethem Carlsenem, když nezvládl koncovky obou setů. Na počátku dubna poprvé dostal pozvánku do švýcarského daviscupového družstva a v neuchâtelském mezistátním utkání 1. kola Světové skupiny proti Itálii, nastoupil do obou dvouher. V úvodní z nich zdolal Davida Sanguinettiho a za rozhodnutého stavu pak v posledním zápasu podlehl Gianlucovi Pozzimu. Švýcarům pomohl jedním bodem k vítězství 3:2 a postupu do čtvrtfinále.

#### Antuková sezóna
Antukovou část roku rozehrál na svém druhém Mastersu Republic National Bank Monte Carlo Open, na který obdržel divokou kartu. V prvním duelu nestačil na amerického hráče ze čtvrté desítky Vincenta Spadeu, proti němuž odehrál dva rozdílné sety. První ztratil po vyrovnaném průběhu až ve zkrácené hře. Ve druhém ztratil herní rytmus a obdržel „kanára“.
Po dvou challengerech se na konci května poprvé objevil v hlavní soutěži Grand Slamu, když opět díky divoké kartě zavítal na květnové French Open. Po těžkém losu mu v prvním kole stopku vystavila australská světová trojka Patrick Rafter. Přestože dokázal basilejský rodák překvapivě vyhrát úvodní set, nenašel na kvalitnější hru protivníka recept, a v dalším průběhu utkání vybojoval pouze pět her. Poražen odešel po výsledku 7–5, 3–6, 0–6 a 2–6.

#### Travnatá sezóna
Po surbitonském challengeru odstartoval travnatou sezónu ATP Tour londýnským Stella Artois Championships v Queen's Clubu, kde nenalezl recept na třináctého nasazeného Byrona Blacka ze Zimbabwe. Premiérovou travnatou událost v nejvyšší úrovni mužského tenisu nezvládl a po jednoznačné prohře 3–6, 0–6 nic nenasvědčovalo budoucím fenomenálním výsledkům Švýcara na tomto povrchu.
Z pozice 103. hráče žebříčku vstupoval do nejslavnějšího turnaje světa ve Wimbledonu. Premiérové účasti v hlavní soutěži vděčil jedné z osmi obdržených divokých karet v sezóně, díky níž nemusel podstoupit riziko kvalifikace. Na wimbledonský pažit přijížděl v roli dvojnásobného obhájce juniorského titulu, když v předešlém ročníku vyhrál juniorku dvouhry i čtyřhry. V probíhající sezóně se však rozhodl pouze pro účast mezi muži.
První kolo jej svedlo s 59. mužem světové klasifikace Jiřím Novákem. Za dvě hodiny a osmnáct minut odešel poražen po vyrovnaném boji 3–6, 6–3, 6–4, 3–6, 4–6, když nevyužil vedení 2:1 na sety. V utkání soupeře přestřílel 8:1 na esa a zaznamenal o jednu dvojchybu více. Z dvaceti jedna šancí na prolomení servisu uspěl pouze čtyřikrát, oproti pěti proměněným breakbolům českého tenisty z nabídky patnácti příležitostí. Přestože získal větší počet vítězných míčů, na první grandslamovou výhru z dvouhry musel počkat do příští sezóny.
Deblovou premiérou na majoru se stala wimbledonská čtyřhra, do níž vstupoval po boku Lleytona Hewitta. V deblové klasifikaci figuroval až na 507. příčce. Na úvod si švýcarsko-australský pár poradil, po pětisetovém průběhu, se švédským párem Nicklas Kulti a Mikael Tillström, jehož oba členové patřili do elitní padesátky. Jednalo se vůbec o první Federerův vítězný zápas na Grand Slamu. Ve druhém kole přešli přes americko-bahamskou dvojici Brandon Coupe a Mark Merklein. Konečnou fází se pro ně stalo osmifinále, kde nestačili na favorizované hráče z první světové desítky Jonase Björkmana a Patricka Raftera. Závěr vyrovnaného střetnutí nezvládli a londýnské účinkování uzavřeli výsledkem 6–7, 7–5, 6–3, 6–7 a 4–6.

#### Červencové intermezzo
Mezi travnatou částí v Evropě a sezónou na tvrdém povrchu odehrál v červenci dvě antukové události.
Podruhé se objevil na gstaadtském Rado Swiss Open, kde byl v první červencový týden nad jeho síly Maročan Júnis Al Ajnáví. Po prohře 2–6, 3–6, tak opustil turnaj v prvním kole.
Následovalo čtvrtfinále Světové skupiny Davisova poháru, ke kterému švýcarští hráči odcestovali do Bruselu. Na otevřených antukových dvorcích v něm narazili na Belgii. Přestože se proti Federerovi, jemuž patřila 109. příčka, postavili dva hůře postavení tenisté, nevyhrál ani jednu z dvouher. V úvodní z nich podlehl belgické dvojce Christopheru Van Garssemu po pětisetovém dramatu a ve druhé pak nestačil na Xaviera Malisse ve čtyřech sadách. Švýcaři tak ze soutěže vypadli po výsledku 2:3 na zápasy.

#### Letní sezóna na tvrdém povrchu
Letní díl tenisového okruhu probíhající na tvrdém povrchu zahájil, po segovijském challengeru, na washingtonským Legg Mason Tennis Classic z třetí nejvyšší kategorie International Series Gold. Ve druhé polovině srpna však jeho cestu turnajem rychle ukončil až 406. německý tenista světa Bjorn Phau po hladké prohře 2–6 a 3–6. Další týden neuspěl v kvalifikaci Waldbaum's Hamlet Cupu, hraného na Long Islandu, Ve druhém kole jej bez potíží zastavil Američan Eric Taino. Poslední srpnový týden strávil kvalifikačním turnajem newyorského grandslamu US Open. Ve druhé fázi pavouku mu plány na průnik do hlavní soutěže zkřížil krajan Ivo Heuberger, jemuž podlehl 6–7 a 2–6.
Nevyrovnané výkony na tvrdém povrchu pokračovaly během asijského President's Cupu, konajícího se v uzbecké metropoli Taškentu. V prvním zápasu zdolal výše postaveného Francouze Cedrica Piolina, jemuž patřila šestnáctá pozice. V dalším duelu mu však stopku vystavil 92. nizozemský hráč světa Peter Wessels po dramatickém průběhu 6–4, 6–7 a 4–6. Přesto mu zisk 34 bodů v následné pondělní klasifikaci z 20. září zajistil první průnik do elitní stovky žebříčku ATP, kde figuroval jako nejmladší hráč.

#### Podzimní halová sezóna
Na přelomu září a října se objevil na halovém adidas Open de Toulouse, kde si v zahajovacím duelu poradil s Němcem Rainerem Schüttlerem. Poté však skončil na raketě třicátého devátého muže světa Fabrice Santora ve dvou sadách.
Na počátku října zavítal podruhé v začínající kariéře na basilejský Davidoff Swiss Indoors, kam obdržel divokou kartu. Po výhrách nad hráči z druhé světové stovky, Čechem Martinem Dammem a Němcem Alexandrem Poppem, postoupil do třetího čtvrtfinále roku. V něm vyzval světovou šestku Tima Henmana, který jej vyřadil poměrem 3–6 a 5–7. Následující týden se zúčastnil události zlaté série CA-TennisTrophy, probíhající v rakouské metropoli Vídni. Jako 93. tenista klasifikace prošel do svého prvního semifinále kariéry. Na cestě mezi poslední čtyřku hráčů zdolal výše postavené tenisty. Po výhrách nad světovou dvacet jedničkou Vincentem Spadeou, třicet čtyřkou Jiřím Novákem a patnáctkou Karolem Kučerem, byla nad jeho síly světová sedmička a vítěz turnaje Greg Rusedski po výsledku 3–6, 4–6. Zisk 128 bodů jej poprvé posunul do společnosti sedmdesáti nejlepších hráčů světa, když figuroval na 67. místě.
Federerovou poslední událostí na okruhu ATP Tour se ve druhé polovině října stalo Grand Prix de Lyon. Po výhře nad Danielem Vackem ji zakončil prohrou s Lleytonem Hewittem 6–7, 6–2 a 4–6.
Sezónu zakončil na 64. místě žebříčku.

### Přehled utkání: 1999

#### Grand Slam
| turnaj      | fáze    | stav   | soupeř         | výsledek                |
| ----------- | ------- | ------ | -------------- | ----------------------- |
| French Open | 1. kolo | prohra | Patrick Rafter | 6–7, 6–3, 6–0, 6–2      |
| Wimbledon   | 1. kolo | prohra | Jiří Novák     | 6–3, 3–6, 4–6, 6–3, 6–4 |

#### ATP Tour

##### Dvouhra: 30 (13–17)
| utkání | turnaj                 | stát          | datum      | kat. | místo | povrch  | fáze       | soupeř                | stav   | výsledek                     |
| – | Australian Open        | Austrálie     | 1/14/1999  | GS   | venku | tvrdý   | 128 kval.  | Olivier Delaitre      | prohra | 4–6, 4–6                     |
| 6. | Open 13 Marseille      | Francie       | 2/1/1999   | 250  | hala  | tvrdý   | 32 v kole  | Carlos Moyá           | výhra  | 7–6(7–1), 3–6, 6–3           |
| 7. | Open 13 Marseille      | Francie       | 2/1/1999   | 250  | hala  | tvrdý   | 16 v kole  | Jérôme Golmard        | výhra  | 6–7(6–8), 7–6(7–5), 7–6(7–5) |
| 8. | Open 13 Marseille      | Francie       | 2/1/1999   | 250  | hala  | tvrdý   | QF         | Arnaud Clément        | prohra | 3–6, 3–6                     |
| – | Rotterdam Open         | Nizozemsko    | 2/13/1999  | 500  | hala  | koberec | 16 kval.   | Hendrik Dreekmann     |        | bez boje                     |
| – | Rotterdam Open         | Nizozemsko    | 2/13/1999  | 500  | hala  | koberec | kval.      | Martin Damm           | výhra  | 6–2, 7–6                     |
| 9. | Rotterdam Open         | Nizozemsko    | 2/15/1999  | 500  | hala  | koberec | 32 v kole  | Guillaume Raoux       | výhra  | 6–7(4–7), 7–5, 7–6(7–3)      |
| 10. | Rotterdam Open         | Nizozemsko    | 2/15/1999  | 500  | hala  | koberec | 16 v kole  | Bohdan Ulihrach       | výhra  | 6–4, 7–5                     |
| 11. | Rotterdam Open         | Nizozemsko    | 2/15/1999  | 500  | hala  | koberec | QF         | Jevgenij Kafelnikov   | prohra | 1–6, 7–5, 4–6                |
| 12. | Miami Masters          | Spojené státy | 3/15/1999  | 1000 | venku | tvrdý   | 128 v kole | Kenneth Carlsen       | prohra | 5–7, 6–7(4–7)                |
| 13. | ITA v. SUI, DC Svět    | Švýcarsko     | 4/2/1999   | DC   | hala  | koberec | 1. kolo    | Davide Sanguinetti    | výhra  | 6–4, 6–7(3–7), 6–3, 6–4      |
| 14. | ITA v. SUI, DC Svět    | Švýcarsko     | 4/2/1999   | DC   | hala  | koberec | 1. kolo    | Gianluca Pozzi        | prohra | 4–6, 6–9                     |
| 15. | Monte-Carlo Masters    | Monako        | 4/19/1999  | 1000 | venku | antuka  | 64 v kole  | Vincent Spadea        | prohra | 6–7(3–7), 0–6                |
| 16. | Roland Garros          | Francie       | 5/24/1999  | GS   | venku | antuka  | 128 v kole | Patrick Rafter        | prohra | 7–5, 3–6, 0–6, 2–6           |
| 17. | Queen's Club London    | V. Británie   | 6/7/1999   | 250  | venku | tráva   | 64 v kole  | Byron Black           | prohra | 3–6, 0–6                     |
| – | Nottingham             | V. Británie   | 6/12/1999  | 250  | venku | tráva   | 32 kval.   | Ben Haran             | výhra  | 6–1, 6–1                     |
| – | Nottingham             | V. Británie   | 6/12/1999  | 250  | venku | tráva   | 16 kval.   | Donald Johnson        | prohra | 3–6, 2–6                     |
| 18. | Wimbledon              | V. Británie   | 6/21/1999  | GS   | venku | tráva   | 128 v kole | Jiří Novák            | prohra | 3–6, 6–3, 6–4, 3–6, 4–6      |
| 19. | Swiss Open Gstaad      | Švýcarsko     | 7/5/1999   | 250  | venku | antuka  | 32 v kole  | Júnis Al-Ajnáví       | prohra | 2–6, 3–6                     |
| 20. | SUI v. BEL, DC Svět    | Belgie        | 7/16/1999  | DC   | venku | antuka  | QF         | Christophe Van Garsse | prohra | 6–7(4–7), 6–3, 6–1, 5–7, 1–6 |
| 21. | SUI v. BEL, DC Svět    | Belgie        | 7/16/1999  | DC   | venku | antuka  | QF         | Xavier Malisse        | prohra | 6–4, 3–6, 5–7, 6–7(5–7)      |
| 22. | Washington, D.C.       | Spojené státy | 8/16/1999  | 500  | venku | tvrdý   | 64 v kole  | Bjorn Phau            | prohra | 2–6, 3–6                     |
| – | Long Island            | Spojené státy | 8/21/1999  | 250  | venku | tvrdý   | 32 kval.   | Todd Meringoff        | výhra  | 6–2, 3–6, 6–3                |
| – | Long Island            | Spojené státy | 8/21/1999  | 250  | venku | tvrdý   | 16 kval.   | Eric Taino            | prohra | 2–6, 2–6                     |
| – | US Open                | Spojené státy | 8/24/1999  | GS   | venku | tvrdý   | 128 kval.  | Edwin Kempes          | výhra  | 6–4, 6–4                     |
| – | US Open                | Spojené státy | 8/24/1999  | GS   | venku | tvrdý   | 64 kval.   | Ivo Heuberger         | prohra | 6–7, 2–6                     |
| 23. | Tashkent Cup           | Uzbekistán    | 9/13/1999  | 250  | venku | tvrdý   | 32 v kole  | Cédric Pioline        | výhra  | 6–4, 6–3                     |
| 24. | Tashkent Cup           | Uzbekistán    | 9/13/1999  | 250  | venku | tvrdý   | 16 v kole  | Peter Wessels         | prohra | 6–4, 6–7(1–7), 4–6           |
| 25. | Grand Prix de Toulouse | Francie       | 9/27/1999  | 250  | hala  | tvrdý   | 32 v kole  | Rainer Schüttler      | výhra  | 7–6(7–4), 6–1                |
| 26. | Grand Prix de Toulouse | Francie       | 9/27/1999  | 250  | hala  | tvrdý   | 16 v kole  | Fabrice Santoro       | prohra | 3–6, 6–7(3–7)                |
| 27. | Swiss Indoors Basel    | Švýcarsko     | 10/4/1999  | 250  | hala  | koberec | 32 v kole  | Martin Damm           | výhra  | 6–2, 3–6, 6–4                |
| 28. | Swiss Indoors Basel    | Švýcarsko     | 10/4/1999  | 250  | hala  | koberec | 16 v kole  | Alexander Popp        | výhra  | 6–2, 7–5                     |
| 29. | Swiss Indoors Basel    | Švýcarsko     | 10/4/1999  | 250  | hala  | koberec | QF         | Tim Henman            | prohra | 3–6, 5–7                     |
| 30. | CA-TennisTrophy        | Rakousko      | 10/11/1999 | 500  | hala  | tvrdý   | 32 v kole  | Vincent Spadea        | výhra  | 6–4, 6–2                     |
| 31. | CA-TennisTrophy        | Rakousko      | 10/11/1999 | 500  | hala  | tvrdý   | 16 v kole  | Jiří Novák            | výhra  | 7–6,(8), 6–1                 |
| 32. | CA-TennisTrophy        | Rakousko      | 10/11/1999 | 500  | hala  | tvrdý   | QF         | Karol Kučera          | výhra  | 2–6, 6–4, 6–1                |
| 33. | CA-TennisTrophy        | Rakousko      | 10/11/1999 | 500  | hala  | tvrdý   | SF         | Greg Rusedski         | prohra | 3–6, 4–6                     |
| 34. | Grand Prix de Lyon     | Francie       | 10/18/1999 | 250  | hala  | koberec | 64 v kole  | Daniel Vacek          | výhra  | 6–3, 6–4                     |
| 35. | Grand Prix de Lyon     | Francie       | 10/18/1999 | 250  | hala  | koberec | 32 v kole  | Lleyton Hewitt        | prohra | 6–7(4–7), 6–2, 4–6           |
| – | Stockholm Open         | Švédsko       | 11/6/1999  | 250  | hala  | tvrdý   | 32 kval.   | Cristiano Caratti     | výhra  | 6–3, 7–5                     |
| – | Stockholm Open         | Švédsko       | 11/6/1999  | 250  | hala  | tvrdý   | 16 kval.   | Marcus Sarstrand      | prohra | 2–6, 6–4, 6–7                |
| kval. – kvalifikace, QF – čtvrtfinále, SF – semifinále kategorie: 250 – International Series / 500 – International Series Gold / 1000 – ATP Super 9 / DC – Davis Cup |                        |               |            |      |       |         |            |                       |        |                              |

### Finanční odměny: 1999
| Soutěž  | turnaj                 | finanční odměna |
| ------- | ---------------------- | --------------- |
| Dvouhra | Heilbronn Challenger   | $5 000          |
| Dvouhra | Open 13                | $14 700         |
| Dvouhra | Rotterdam Open         | $19 650         |
| Dvouhra | Grenoble Challenger    | $650            |
| Dvouhra | Miami Masters          | $4 000          |
| Dvouhra | Monte-Carlo Masters    | $7 690          |
| Dvouhra | Espinho Challenger     | $1 300          |
| Dvouhra | Ljubljana Challenger   | $6 275          |
| Dvouhra | French Open            | $9 929          |
| Dvouhra | Surbiton Challenger    | $2 500          |
| Dvouhra | AEGON Championships    | $3 600          |
| Dvouhra | Wimbledon              | $10 870         |
| Dvouhra | Gstaad                 | $5 250          |
| Dvouhra | Segovia Challenger     | $1 720          |
| Dvouhra | Citi Open              | $2 100          |
| Dvouhra | Tashkent Cup           | $8 000          |
| Dvouhra | Grand Prix de Toulouse | $6 250          |
| Dvouhra | Swiss Indoors Basel    | $27 970         |
| Dvouhra | CA-TennisTrophy        | $34 700         |
| Dvouhra | Grand Prix de Lyon     | $7 290          |
| Dvouhra | Brest Challenger       | $14 400         |
| Čtyřhra | Grenoble Challenger    | $235            |
| Čtyřhra | AEGON International    | $750            |
| Čtyřhra | Wimbledon              | $10 528         |
| Čtyřhra | Gstaad                 | $3 560          |
| Čtyřhra | Segovia Challenger     | $3 100          |
| Čtyřhra | Citi Open              | $1 450          |
| Čtyřhra | Tashkent Cup           | $3 150          |
| Čtyřhra | Brest Challenger       | $630            |
| Čtyřhra | Stockholm Open         | $750            |
| Další   | další turnaje          | $7 142          |
| Přehled | výdělek v sezóně       | $225 139        |
| Přehled | výdělek v kariéře      | $253 094        |

## Nižší úroveň seniorského tenisu

### 1996–1999: okruh ITF a ATP Challenger Series
Federer se v letech 1996–1999, kromě turnajů juniorů a okruhu ATP Tour, pohyboval také na nižších okruzích mužského tenisu, kterými byly ATP Challenger Series a mužský okruh ITF. Na challengerech získal po jednom singlovém a deblovém titulu.

#### Okruh ITF
V sezóně 1996 odehrál na švýcarských turnajích pouze dvě kvalifikace. Na srpnové události v Noes, ani na listopadovém turnaji ve Flawilu, nepostoupil do hlavní soutěže. Premiéru v hlavní soutěži zaznamenal na satelitu „Switzerland 1 Mastersu“ probíhajícím od poloviny září 1997 ve městě Bossonnens.
Do finále se poprvé probojoval v listopadu 1998 na satelitu „Switzerland 2 Masters“ konaném v Usteru. Na prvním turnaji satelitu porazil ve finále krajana Yvese Allegra, ve druhém finále satelitu podlehl německému hráči Jansi-Ralphsu Brandtsovi a ve třetím utkání o titul zdolal Rakušana Martina Spottla. Na třech turnajích stejného satelitu došel po boku Allegra také do tří finále čtyřhry. První deblovou trofej však švýcarská dvojice vyhrála až na třetí pokus, když ve finále zdolala německý pár Grambow a Parun.

#### ATP Challenger Series
V hlavní soutěži série ATP Challenger se poprvé objevil ve druhé polovině srpna 1998 na ženevském turnaji. Jako 680. hráč žebříčku v úvodním kole podlehl Bulharu Orlinu Stanojčevovi, figurujícímu na 124. pozici, ve dvou setech 4–6 a 6–7. Ve čtyřhře pak s krajanem Lorenzem Mantou hladce vypadli v úvodním kole s českou dvojicí Michal Tabara a Radomír Vašek poměrem 0–6 a 3–6.
V sezóně 1999 odehrál celkem sedm challengerů. Jediný deblový titul si připsal 8. srpna 1999 ve španělské Segovii, kde ve finále spolu s Nizozemcem Sanderem Groenem přehráli česko-mexickou dvojici Ota Fukárek a Alejandro Hernández ve dvou setech 6–4, 7–6. Na jedinou turnajovou trofej ve dvouhře z challengerů pak dosáhl ve francouzském Brestu, kam přijížděl jako 66. tenista světa. V závěru října 1999 postoupil na halovém turnaji do boje o titul přes Michaëla Llodru a Martina Damma. Ve finále zdolal běloruského hráče Maxe Mirného po dvousetovém průběhu 7–6 a 6–3. Francouzský turnaj hraný na tvrdém povrchu představoval jeho poslední challenger v kariéře a po zisku turnajové trofeje postoupil na 57. příčku žebříčku ATP.
Na dalších třech událostech se probojoval do semifinále. V německém Heilbronnu jeho cestu challengerem zastavil Ital Laurence Tieleman, ve slovinské Lublani pak rumunský hráč Dinu Pescariu a konečně na trávě v Surbitonu podlehl Arménci Sargisu Sargsianovi až v tiebreaku rozhodující sady 7–6, 3–6 a 6–7.

#### Přehled utkání na ATP Challenger Series

##### Dvouhra
| utkání                                                 | turnaj               | stát        | datum      | místo | povrch  | fáze      | soupeř                  | stav   | výsledek      |
| 1.                                                     | Geneva Challenger    | Švýcarsko   | 8/24/1998  | venku | antuka  | 32 v kole | Orlin Stanojčev         | prohra | 4–6, 6–7      |
| –                                                      | Heilbronn Challenger | Německo     | 1/23/1999  | hala  | koberec | 32 kval.  | Raemon Sluiter          | výhra  | 6–2, 6–4      |
| –                                                      | Heilbronn Challenger | Německo     | 1/23/1999  | hala  | koberec | 16 kval.  | Radek Štěpánek          | výhra  | 6–4, 6–1      |
| –                                                      | Heilbronn Challenger | Německo     | 1/23/1999  | hala  | koberec | kval.     | Stefano Pescosolido     | výhra  | 6–1, 6–1      |
| 2.                                                     | Heilbronn Challenger | Německo     | 1/25/1999  | hala  | koberec | 32 v kole | Cristiano Caratti       | výhra  | 7–5, 6–4      |
| 3.                                                     | Heilbronn Challenger | Německo     | 1/25/1999  | hala  | koberec | 16 v kole | John van Lottum         | výhra  | 6–2, 6–4      |
| 4.                                                     | Heilbronn Challenger | Německo     | 1/25/1999  | hala  | koberec | QF v kole | Justin Gimelstob        | výhra  | 6–7, 7–6, 7–5 |
| 5.                                                     | Heilbronn Challenger | Německo     | 1/25/1999  | hala  | koberec | SF v kole | Laurence Tieleman       | prohra | 5–7, 1–6      |
| 6.                                                     | Grenoble Challenger  | Francie     | 3/1/1999   | hala  | tvrdý   | 32 v kole | Rodolphe Gilbert        | výhra  | 6–2, 6–0      |
| 7.                                                     | Grenoble Challenger  | Francie     | 3/1/1999   | hala  | tvrdý   | 16 v kole | Julien Boutter          | prohra | 6–4, 2–6, 3–6 |
| 8.                                                     | Espinho Challenger   | Portugalsko | 4/26/1999  | venku | antuka  | 32 v kole | Juan Balcells           | prohra | 6–7, 3–6      |
| –                                                      | Ljubljana Challenger | Slovinsko   | 5/1/1999   | venku | antuka  | 32 kval.  | Igor Ogrinc             | výhra  | 6–3, 7–5      |
| –                                                      | Ljubljana Challenger | Slovinsko   | 5/1/1999   | venku | antuka  | 16 kval.  | Blaž Trupej             | výhra  | 6–3, 6–7, 6–3 |
| –                                                      | Ljubljana Challenger | Slovinsko   | 5/1/1999   | venku | antuka  | kval.     | David Sánchez-Muňoz     | výhra  | 6–2, 7–5      |
| 9.                                                     | Ljubljana Challenger | Slovinsko   | 5/3/1999   | venku | antuka  | 32 v kole | Eduardo Medica          | výhra  | 6–3, 6–2      |
| 10.                                                    | Ljubljana Challenger | Slovinsko   | 5/3/1999   | venku | antuka  | 16 v kole | Radomír Vašek           | výhra  | 7–6, 6–1      |
| 11.                                                    | Ljubljana Challenger | Slovinsko   | 5/3/1999   | venku | antuka  | QF        | Juan Albert Viloca–Puig | výhra  | 2–6, 6–3, 6–4 |
| 12.                                                    | Ljubljana Challenger | Slovinsko   | 5/3/1999   | venku | antuka  | SF        | Dinu Pescariu           | prohra | 6–7, 2–6      |
| 13.                                                    | Surbiton Challenger  | V. Británie | 5/31/1999  | venku | tráva   | 32 v kole | Maurice Ruah            | výhra  | 7–6, 6–2      |
| 14.                                                    | Surbiton Challenger  | V. Británie | 5/31/1999  | venku | tráva   | 16 v kole | John van Lottum         | výhra  | 6–3, 3–6, 6–1 |
| 15.                                                    | Surbiton Challenger  | V. Británie | 5/31/1999  | venku | tráva   | QF        | Alex O'Brien            | výhra  | 6–1, 6–4      |
| 16.                                                    | Surbiton Challenger  | V. Británie | 5/31/1999  | venku | tráva   | SF        | Sargis Sargsian         | prohra | 7–6, 3–6, 6–7 |
| 17.                                                    | Segovia Challenger   | Španělsko   | 8/2/1999   | venku | tvrdý   | 32 v kole | Quino Muňoz             | výhra  | 7–6(7–5), 6–4 |
| 18.                                                    | Segovia Challenger   | Španělsko   | 8/2/1999   | venku | tvrdý   | 16 v kole | Nicolas Escudé          | prohra | 6–3, 1–6, 4–6 |
| 19.                                                    | Brest Challenger     | Francie     | 10/25/1999 | hala  | tvrdý   | 32 v kole | Lionel Roux             | výhra  | 6–3, 4–6, 6–4 |
| 20.                                                    | Brest Challenger     | Francie     | 10/25/1999 | hala  | tvrdý   | 16 v kole | Rodolphe Gilbert        | výhra  | 6–4, 6–3      |
| 21.                                                    | Brest Challenger     | Francie     | 10/25/1999 | hala  | tvrdý   | QF        | Michaël Llodra          | výhra  | 6–3, 6–3      |
| 22.                                                    | Brest Challenger     | Francie     | 10/25/1999 | hala  | tvrdý   | SF        | Martin Damm             | výhra  | 6–3, 7–6(7–4) |
| 23.                                                    | Brest Challenger     | Francie     | 10/25/1999 | hala  | tvrdý   | Finále    | Max Mirnyj              | vítěz  | 7–6(7–4), 6–3 |
| kval. – kvalifikace, QF – čtvrtfinále, SF – semifinále |                      |             |            |       |         |           |                         |        |               |